# Аугустин, Джен
Джен А́угустин (англ. Jan Augustyn) — канадская кёрлингистка, родилась в 1962 году в Гамильтоне, Онтарио.
В составе женской сборной Канады чемпионка мира (1986). Чемпионка Канады среди женщин.
Играла на позиции первого.

## Достижения
- Чемпионат мира по кёрлингу среди женщин: золото (1986).
- Чемпионат Канады по кёрлингу среди женщин: золото (1986).

## Команды
| Сезон   | Четвёртый         | Третий          | Второй                | Первый        | Запасной           | Турниры           |
| ------- | ----------------- | --------------- | --------------------- | ------------- | ------------------ | ----------------- |
| 1985—86 | Мэрилин Бодо-Дарт | Кэти Макэдвардс | Кристин Бодо-Юргенсон | Джен Аугустин | Lynn Reynolds (ЧК) | ЧК 1986 · ЧМ 1986 |
| 1986—87 | Мэрилин Бодо-Дарт | Кэти Макэдвардс | Кристин Юргенсон      | Джен Аугустин | Lynn Reynolds      | ЧК 1987 (9 место) |

(скипы выделены полужирным шрифтом)